# كيدز رن فري

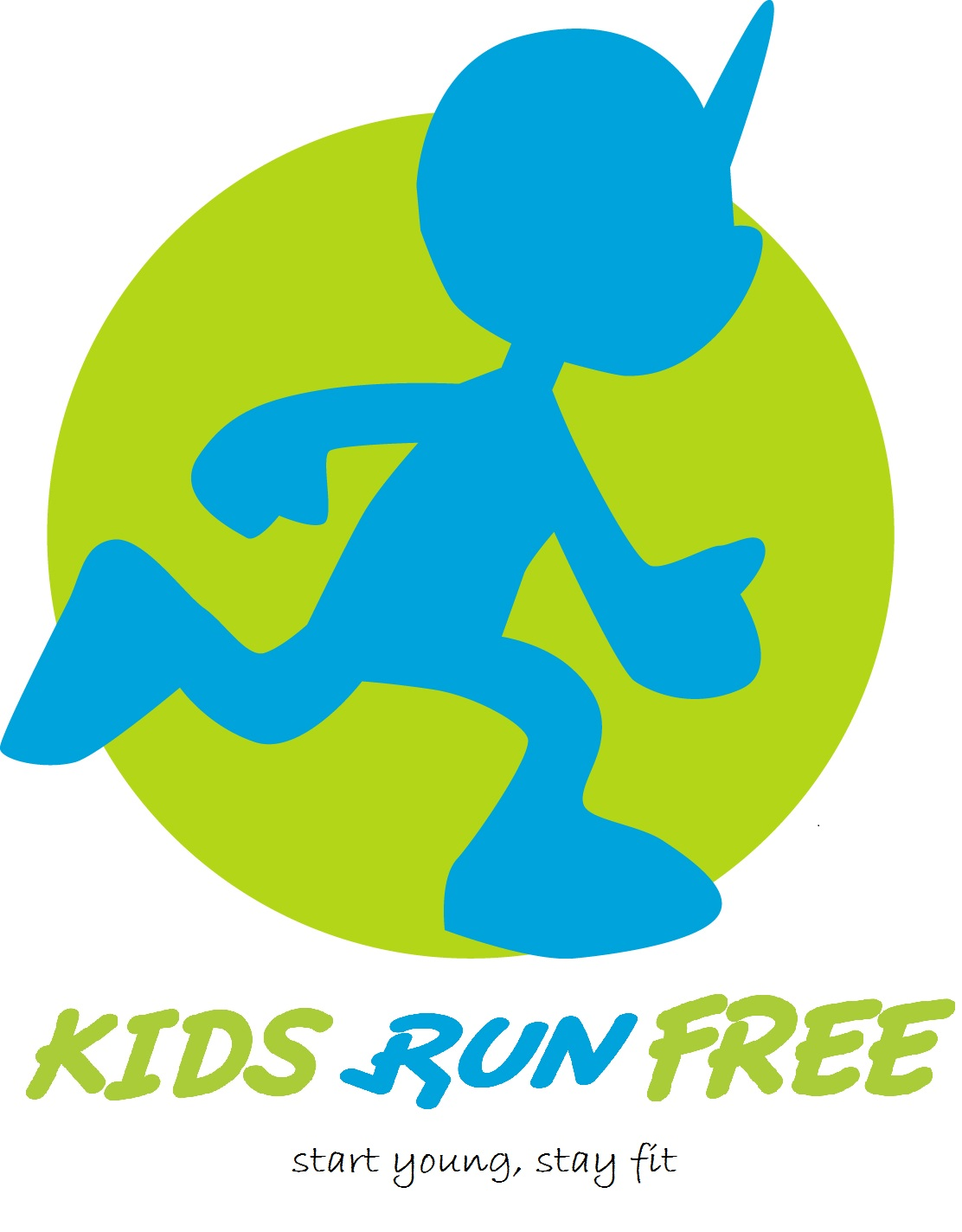
شعار كيدز رن فري.

كيدز رن فري (بالإنجليزية:Kids Run Free) هي مؤسسة خيرية بريطانية تأسست من قبل مارتين فيرفيج وكاثرين أوكارول في ديسمبر عام 2010 ويقع مقرها في وارويكشاير وعمل المنظمة هو تنظيم سباقات شهرية للأطفال الذي تتراوح اعمارهم بين 0 و 16 سنة.

## روابط خارجية
- كيدز رن فري الموقع الرسمي